# Mansuet Kosel
Mansuet Kosel, plným jménem Mansuet Johann Kosel, uváděn též jako Mansuet Johann Kozel (26. srpna 1856 Krościenko, Halič – 22. srpna 1919 Vídeň), byl rakousko-uherský, respektive předlitavský státní úředník a politik, v letech 1904–1906 ministr financí Předlitavska.

## Biografie
Chodil na Theresianum. Vystudoval práva na Vídeňské univerzitě, kde získal roku 1880 titul doktora práv. Od roku 1878 působil ve státní službě, zpočátku na finanční prokuratuře v Dolních Rakousích. Od roku 1882 byl úředníkem ministerstva obchodu, kde se v roce 1896 stal sekčním radou, v roce 1900 ředitelem odboru poštovních spořitelen a v roce 1901 sekčním šéfem.
Vrchol jeho politické kariéry nastal na počátku 20. století, kdy se za vlády Ernesta von Koerbera stal dodatečně při obměně vlády ministrem financí. Post si udržel i v následující druhé vládě Paula Gautsche a vládě Konrada Hohenloheho. Funkci zastával v období 26. října 1904 – 28. května 1906. Jako nestranický ministr oponoval zvyšování státních výdajů motivovanému politickými zájmy.